# Hercostomus magnicornis
Hercostomus magnicornis är en tvåvingeart som först beskrevs av Meijere 1916.  Hercostomus magnicornis ingår i släktet Hercostomus och familjen styltflugor. Inga underarter finns listade i Catalogue of Life.